# Oxyopsis acutipennis
Oxyopsis acutipennis es una especie de mantis de la familia Mantidae.

## Distribución geográfica
Se encuentra en Bolivia, Brasil y Perú.